# Eythora Thorsdottir
Eythora Thorsdottir (en islandais : Eyþóra Þórsdóttir) est une gymnaste artistique néerlandaise, née le 10 août 1998 à Rotterdam.
Ses deux parents sont islandais.

## Biographie
Elle est médaillée d'argent à la poutre aux Championnats d'Europe de gymnastique artistique 2017 à Cluj-Napoca et médaillée de bronze au sol.
En 2019, elle remporte une nouvelle médaille continentale avec l'argent au sol lors des Championnats d'Europe à Szczecin. Elle est médaillée de bronze par équipes aux Championnats d'Europe 2023 à Antalya.

## Palmarès

### Championnats d'Europe
- Cluj-Napoca 2017
  -  médaille d'argent à la poutre
  -  médaille de bronze au sol

- Szczecin 2019
  -  médaille d'argent au sol

- Antalya 2023
  -  médaille de bronze par équipe